# Goya-díj a legjobb új színésznőnek
A legjobb új színésznőnek járó Goya-díjat az 1995-ben megtartott, 9. díjátadó óta adják át.

## Győztesek és jelöltek
A kialakult gyakorlat szerint az Év oszlop a megjelenés dátumára utal, a tényleges díjátadót a következő évben tartották meg: például az 1999-es év legjobb új színésznője díját a 2000-es díjkiosztó ceremónián adták át. 
Az alábbi listában minden évnél az első helyen a győztes áll, őt követi a többi jelölt.

### 1990-es évek
| Év                    | Színésznő        | Színésznő             | Szerep                               | Magyar cím          | Eredeti cím   |
| 1994 (9. gála)        |                  |                       |                                      |                     |               |
| --------------------- | ---------------- | --------------------- | ------------------------------------ | ------------------- | ------------- |
| 1994 (9. gála)        |                  | Ruth Gabriel          | Charo                                | Megszámlált napok   | Días contados |
| 1994 (9. gála)        | Elvira Mínguez   | Lourdes               | Megszámlált napok                    | Días contados       |               |
| 1994 (9. gála)        | Candela Peña     | Vanesa                | Megszámlált napok                    | Días contados       |               |
| 1995 (10. gála)       |                  |                       |                                      |                     |               |
|                       | Rosana Pastor    | Blanca                | Haza és szabadság                    | Tierra y libertad   |               |
| Amara Carmona Camacho | Lucía            |                       | Alma gitana                          |                     |               |
| María Pujalte         | Cata             |                       | Entre rojas                          |                     |               |
| 1996 (11. gála)       |                  |                       |                                      |                     |               |
|                       | Íngrid Rubio     | Helena                | A kert túloldalán                    | Más allá del jardín |               |
| Lucía Jiménez         | Lucía            | Mi a boldogság?       | La buena vida                        |                     |               |
| Silke                 | Mari             | Földön egy angyal     | Tierra                               |                     |               |
| 1997 (12. gála)       |                  |                       |                                      |                     |               |
|                       | Isabel Ordaz     | Lucía                 |                                      | Chevrolet           |               |
| Paulina Gálvez        | Cristina de León |                       | Retrato de mujer con hombre al fondo |                     |               |
| Blanca Portillo       | anya             | A felhők színe        | El color de las nubes                |                     |               |
| 1998 (13. gála)       |                  |                       |                                      |                     |               |
|                       | Marieta Orozco   | Susi                  | Barrio – Külvárosi utcák             | Barrio              |               |
| María Esteve          | Carlota          |                       | Nada en la nevera                    |                     |               |
| Violeta Rodríguez     | Nena             | Ami Havannában maradt | Cosas que dejé en La Habana          |                     |               |
| Goya Toledo           | Mararía          |                       | Mararía                              |                     |               |
| 1999 (14. gála)       |                  |                       |                                      |                     |               |
|                       | Ana Fernández    | María                 | Magány                               | Solas               |               |
| Silvia Abascal        | Lola             |                       | La fuente amarilla                   |                     |               |
| María Botto           | Cinta            |                       | Celos                                |                     |               |
| Antonia San Juan      | Agrado           | Mindent anyámról      | Todo sobre mi madre                  |                     |               |

### 2000-es évek
| Év                        | Színésznő            | Színésznő                | Szerep                    | Magyar cím                  | Eredeti cím |
| 2000 (15. gála)           |                      |                          |                           |                             |             |
| ------------------------- | -------------------- | ------------------------ | ------------------------- | --------------------------- | ----------- |
| 2000 (15. gála)           |                      | Laia Marull              | Tony                      | Szökevények                 | Fugitivas   |
| 2000 (15. gála)           | Pilar López de Ayala | Rocío                    |                           | Besos para todos            |             |
| 2000 (15. gála)           | Luisa Martín         | Julia                    |                           | Terca vida                  |             |
| 2000 (15. gála)           | Antònia Torrens      | Francisca nővér          |                           | El mar                      |             |
| 2001 (16. gála)           |                      |                          |                           |                             |             |
|                           | Paz Vega             | Lucía                    | A szex és Lucia           | Lucía y el sexo             |             |
| Malena Alterio            | Violeta "Pecholata"  | Bankrablás női módra     | El palo                   |                             |             |
| María Isasi               | Lucía                |                          | Salvajes                  |                             |             |
| Alakina Mann              | Anne Stewart         | Más világ                | The Others                |                             |             |
| 2002 (17. gála)           |                      |                          |                           |                             |             |
|                           | Lolita Flores        | Chelo                    | Édes bosszú               | Rencor                      |             |
| Marta Etura               | Rosana               | Senki élete              | La vida de nadie          |                             |             |
| Clara Lago                | Carol                | Carol naplója            | El viaje de Carol         |                             |             |
| Nieve de Medina           | Ana                  | Napfényes hétfők         | Los lunes al sol          |                             |             |
| 2003 (18. gála)           |                      |                          |                           |                             |             |
|                           | María Valverde       | María                    | A bolsevik gyarlósága     | La flaqueza del bolchevique |             |
| Elisabet Gelabert Echániz | Lola                 | Többet ne!               | Te doy mis ojos           |                             |             |
| Nathalie Poza             | Patricia             | Focibolondok             | Días de fútbol            |                             |             |
| Verónica Sánchez          | Juliana              |                          | Al sur de Granada         |                             |             |
| 2004 (19. gála)           |                      |                          |                           |                             |             |
|                           | Belén Rueda          | Julia                    | A belső tenger            | Mar adentro                 |             |
| Mónica Cervera            | Lourdes              | Elszabott frigy          | Crimen ferpecto           |                             |             |
| Nuria Gago                | Fany                 |                          | Héctor                    |                             |             |
| Teresa Hurtado de Ory     | Laura                | Űrhajósok                | Astronautas               |                             |             |
| 2005 (20. gála)           |                      |                          |                           |                             |             |
|                           | Micaela Nevárez      | Zulema                   | Utcalányok                | Princesas                   |             |
| Isabel Ampudia            | Isabel               |                          | 15 días contigo           |                             |             |
| Bárbara Lennie            | Lourdes              |                          | Obaba                     |                             |             |
| Alba Rodríguez            | Patri                |                          | 7 vírgenes                |                             |             |
| 2006 (21. gála)           |                      |                          |                           |                             |             |
|                           | Ivana Baquero        | Ofelia / Moanna hercegnő | A faun labirintusa        | El laberinto del fauno      |             |
| Bebe                      | Sezar                | Tündérmese               | La educación de las hadas |                             |             |
| Verónica Echegui          | Juani                | Nevem: Juani             | Yo soy la Juani           |                             |             |
| Adriana Ugarte            | Consuelo             |                          | Cabeza de perro           |                             |             |
| 2007 (22. gála)           |                      |                          |                           |                             |             |
|                           | Manuela Velasco      | Ángela Vidal             | [REC]                     | [•REC]                      |             |
| Gala Évora                | Lola Flores          |                          | Lola, la película         |                             |             |
| Barbara Goenaga           | Emma                 | Oviedo Expressz          | Oviedo Express            |                             |             |
| Nadia de Santiago         | Carmen               | 13 rózsa                 | 13 rosas                  |                             |             |
| 2008 (23. gála)           |                      |                          |                           |                             |             |
|                           | Nerea Camacho        | Camino                   |                           | Camino                      |             |
| Farah Hamed               | Leila                |                          | Retorno a Hansala         |                             |             |
| Esperanza Pedreño         | Milagros             |                          | Una palabra tuya          |                             |             |
| Ana Wagener               | Dolores              | A börtön udvarán         | El patio de mi cárcel     |                             |             |
| 2009 (24. gála)           |                      |                          |                           |                             |             |
|                           | Soledad Villamil     | Irene Menéndez Hastings  | Szemekbe zárt titkok      | El secreto de sus ojos      |             |
| Nausicaa Bonnín           | Léa                  | Három nap a családdal    | Tres dies amb la família  |                             |             |
| Leticia Herrero           | Sofía                | Kövéren szép az élet     | Gordos                    |                             |             |
| Blanca Romero             | Ana                  |                          | After                     |                             |             |

### 2010-es évek
| Év                      | Színésznő         | Színésznő                   | Szerep                        | Magyar cím                           | Eredeti cím |
| 2010 (25. gála)         |                   |                             |                               |                                      |             |
| ----------------------- | ----------------- | --------------------------- | ----------------------------- | ------------------------------------ | ----------- |
| 2010 (25. gála)         |                   | Marina Comas                | Núria                         | Fekete lelkek                        | Pa negre    |
| 2010 (25. gála)         | Carolina Bang     | Natalia                     | Egy őrült szerelem balladája  | Balada triste de trompeta            |             |
| 2010 (25. gála)         | Aura Garrido      | Mónica                      | Tervek holnapra               | Planes para mañana                   |             |
| 2010 (25. gála)         | Natasha Yarovenko | Natacha                     | Egy éjszaka Rómában           | Habitación en Roma                   |             |
| 2011 (26. gála)         |                   |                             |                               |                                      |             |
|                         | María León        | Pepita                      | Az alvó hang                  | La voz dormida                       |             |
| Alba García             | Sara              |                             | Verbo                         |                                      |             |
| Michelle Jenner         | Silvia            | Ne félj!                    | No tengas miedo               |                                      |             |
| Blanca Suárez           | Norma Ledgard     | A bőr, amelyben élek        | La piel que habito            |                                      |             |
| 2012 (27. gála)         |                   |                             |                               |                                      |             |
|                         | Macarena García   | Carmen Villalta / Hófehérke | Hófehérke                     | Blancanieves                         |             |
| Carmina Barrios         | Carmina           | Carmina megoldja            | Carmina o revienta            |                                      |             |
| Estefanía de los Santos | La Caoba          | Hetes osztag                | Grupo 7                       |                                      |             |
| Cati Solivellas         | Lola              | A vadak                     | Els nens salvatges            |                                      |             |
| 2013 (28. gála)         |                   |                             |                               |                                      |             |
|                         | Natalia de Molina | Belén                       | Könnyű csukott szemmel élni   | Vivir es fácil con los ojos cerrados |             |
| Belén López             | Aledo             | 15 év és egy nap            | 15 años y un día              |                                      |             |
| Olimpia Melinte         | Alexandra / Nina  |                             | Caníbal                       |                                      |             |
| María Morales           | Marga             |                             | Todas las mujeres             |                                      |             |
| 2014 (29. gála)         |                   |                             |                               |                                      |             |
|                         | Nerea Barros      | Rocío                       | Mocsárvidék                   | La isla mínima                       |             |
| Ingrid García Jonsson   | Natalia           |                             | Hermosa juventud              |                                      |             |
| Yolanda Ramos           | Yoli              |                             | Carmina y amén                |                                      |             |
| Natalia Tena            | Alex              | Tízezer km                  | 10.000 km                     |                                      |             |
| 2015 (30. gála)         |                   |                             |                               |                                      |             |
|                         | Irene Escolar     | June                        |                               | Un otoño sin Berlín                  |             |
| Yorkanda Ariosa         | Magda             | Havanna királya             | El rey de La Habana           |                                      |             |
| Iraia Elias             | Amaia             |                             | Amama                         |                                      |             |
| Antonia Guzmán          | Antonia           |                             | A cambio de nada              |                                      |             |
| 2016 (31. gála)         |                   |                             |                               |                                      |             |
|                         | Anna Castillo     | Alma                        | Az olajfa                     | El olivo                             |             |
| Belén Cuesta            | Belén             | Szex receptre               | Kiki, el amor se hace         |                                      |             |
| Ruth Díaz               | Ana               | Késő harag                  | Tarde para la ira             |                                      |             |
| Sílvia Pérez Cruz       | Sònia             |                             | Cerca de tu casa              |                                      |             |
| 2017 (32. gála)         |                   |                             |                               |                                      |             |
|                         | Bruna Cusí        | Marga                       | 1993 nyara                    | Estiu 1993                           |             |
| Itziar Castro           | Itziar            |                             | Pieles                        |                                      |             |
| Sandra Escacena         | Verónica          |                             | Verónica                      |                                      |             |
| Adriana Paz             | Irene             | Az író                      | El autor                      |                                      |             |
| 2018 (33. gála)         |                   |                             |                               |                                      |             |
|                         | Eva Llorach       | Violeta                     |                               | Quién te cantará                     |             |
| Gloria Ramos            | Collantes         | Bajnokok                    | Campeones                     |                                      |             |
| Rosy Rodríguez          | Carmen            | Carmen és Lola              | Carmen y Lola                 |                                      |             |
| Zaira Romero            | Lola              | Carmen és Lola              | Carmen y Lola                 |                                      |             |
| 2019 (34. gála)         |                   |                             |                               |                                      |             |
|                         | Benedicta Sánchez | Benedicta                   | A tűz hatalmában (Égető múlt) | O que arde                           |             |
| Carmen Arrufat          | Lis               |                             | La innocència                 |                                      |             |
| Pilar Gómez             | Maravilla         | Ég veled                    | Adiós                         |                                      |             |
| Ainhoa Santamaría       | Enriqueta         | Amíg a háború tart          | Mientras dure la guerra       |                                      |             |

### 2020-as évek
| Év                  | Színésznő          | Színésznő       | Szerep                          | Magyar cím      | Eredeti cím |
| 2020 (35. gála)     |                    |                 |                                 |                 |             |
| ------------------- | ------------------ | --------------- | ------------------------------- | --------------- | ----------- |
| 2020 (35. gála)     |                    | Jone Laspiur    | Ane                             |                 | Ane         |
| 2020 (35. gála)     | Griselda Siciliani | Ana             | Szenvedélyes szomszédok         | Sentimental     |             |
| 2020 (35. gála)     | Milena Smit        | Mila            |                                 | No matarás      |             |
| 2020 (35. gála)     | Paula Usero        | Lidia           | Rosa esküvője                   | La boda de Rosa |             |
| 2021 (36. gála)     |                    |                 |                                 |                 |             |
|                     | María Cerezuela    | María           | Maixabel                        | Maixabel        |             |
| Almudena Amor       | Liliana            | A jó főnök      | El buen patrón                  |                 |             |
| Ángela Cervantes    | Soraya             | Barátnők        | Chavalas                        |                 |             |
| Nicolle García      | Libertad           | Szabadság       | Libertad                        |                 |             |
| 2022 (37. gála)     |                    |                 |                                 |                 |             |
|                     | Laura Galán        | Sara            | Röfi                            | Cerdita         |             |
| Luna Pamies Barberá | Ana                |                 | El agua                         |                 |             |
| Ana Otín            | Dolors             | Alcarrás        | Alcarràs                        |                 |             |
| Valèria Sorolla     | Laura              | Tavaszi áldozat | La consagración de la primavera |                 |             |
| Zoe Stein           | Diana              |                 | Mantícora                       |                 |             |
| 2023 (38. gála)     |                    |                 |                                 |                 |             |
|                     | Janet Novás        | María           | Végtelen rozsmezők              | O corno         |             |
| Sara Becker         | María Margarita    |                 | La contadora de películas       |                 |             |
| Clàudia Malagelada  | Mila               |                 | Creatura                        |                 |             |
| Xinyi Ye            | Claudia            | Kínából jöttünk | Chinas                          |                 |             |
| Yeju Ji             | Shul               | Kínából jöttünk | Chinas                          |                 |             |
| 2024 (39. gála)     |                    |                 |                                 |                 |             |
|                     | Laura Weissmahr    | Maria Agirre    |                                 | Salve Maria     |             |
| Zoe Bonafonte       | Joana              |                 | El 47                           |                 |             |
| Mariela Carabajal   | Andrea Carabajal   |                 | La estrella azul                |                 |             |
| Marina Guerola      | Madalen            |                 | Los destellos                   |                 |             |
| Lucía Veiga         | Rosario Velasco    |                 | Soy Nevenka                     |                 |             |

## Fordítás
- Ez a szócikk részben vagy egészben  a   Goya Award for Best New Actress című angol Wikipédia-szócikk ezen változatának fordításán alapul.  Az eredeti cikk szerkesztőit annak laptörténete sorolja fel. Ez a jelzés csupán a megfogalmazás eredetét és a szerzői jogokat jelzi, nem szolgál a cikkben szereplő információk forrásmegjelöléseként.